# Lagenocarpus glomerulatus
Lagenocarpus glomerulatus là loài thực vật có hoa trong họ Cói. Loài này được Gilly mô tả khoa học đầu tiên năm 1951.